# Мемориальный Вселенский некрополь
Мемориа́льный Вселе́нский некро́поль (порт. Memorial Necrópole Ecumênica) — кладбище, расположенное в бразильском городе Сантус. Строительство было начато в 1983 году, первое захоронение состоялось 28 июля 1984 года.

## Описание
Располагается в 14-этажном здании, занимает площадь 1,8 га и содержит около 16 000 захоронений.
Включено в Книгу рекордов Гиннесса как самое высокое кладбище в мире.